# 그림죠 재거잭
그림죠 재거잭(Grimmjow jaegerjaques)(일본어: グリムジョー・ジャガージャック)는 블리치의 등장인물이다.

## 프로필
- 신장 : 186 cm
- 체중 : 80 kg
- 생일 : 7월 31일
- 번호 : 6(Sexta)
- 레스렉시온 : 판테라(豹王 / Pantera - 스페인 어로 표범)
- 레스렉시온 언령 : "삐걱여라 판테라"
- 프라시온 : 샤우롱 쿠팡(Shawlong Koufang) / 일폴트 그란츠(Yylfort Granz) / 에도라드 리오네스(Edrad Riones) / 나킴 그린디너(Nakeem Grindina) /  디-로이 링커(D-roy Rinker)
- 구멍 위치 : 배
- 계급 : 바스트로데
- 죽음의 형태 : 파괴(破壞)
- 해방 시 특이사항 : 재규어와 비스무리한 형태로 변형된다.

## 해방형태
1. . 재규어와 비스무리한 형태로 변한다.
2. . 머리가 허리까지 길어지며 마치 맹수의 갈기처럼 변한다.
3. . 고양잇과 동물의 귀가 생겨나며 눈두덩이 주위에도 녹색의 무늬가 생겨난다.
4. . 이마에 가면이 생긴다.

## 기술

### 평상 시
- 세로(Cero / 虛閃)
  - 붉은색이며 손바닥에서 발사한다.
- 바라(Balla / 虛彈)
  - 역시 붉은색이며 손바닥에서 발사한다.
- 아가라르 세로(Agarrar Cero / 取虛閃)
  - 상대방을 움켜쥐고 그대로 세로를 발사하는 기술이다. 명칭은 Wii 게임에서 이름지어졌다. 스페인 어로 움켜쥔 세로(To Grip Cero)라는 뜻이다.
- 그랑 레이 세로(Gran Rey Cero / 王虛閃光)
  - 에스파다에게만 허락된 최강의 세로로, 발사 된 후에도 주변 공간을 아예 일그러뜨리는 위력을 보아선 단순히 세로의 강화판 개념을 뛰어넘은 것으로 보인다. 그렇기에 라스 노체스 천장 밑에서는 금지되어 있다. 에스파다에게만 허락된 것이라는 말로 추측할 때 다른 에스파다들도 사용이 가능하며, 에스파다 급으로 강한 바이저드들도 어쩌면 사용 가능한 것으로 추정된다. 본작에서는 그림죠와 쿠로사키 이치고(천년혈전에서 완전 호로화 사용시 월아천충과 섞어서)만이 사용했다. 스페인 어로 위대한 왕의 세로(Great King Cero)라는 뜻이다.

### 해방 시
- 데스가론(Desgarrόn / 豹王爪)
  - 그림죠가 가진 최강의 기술로, 영자를 10개의 거대한 손톱 모양으로 형상화한 뒤 상대에게 날린다. 스페인어로 크게 할퀴다(Big Tear)라는 뜻이다.
- 가라 데 라 판테라(Garra De La Pantera / 豹拘)
  - 해방을 한 그림죠가 팔꿈치에서 발사하는 표범 형상의 발톱이다. 하나의 발톱이 웨코문도의 큰 기둥 하나를 무너뜨릴 정도의 힘을 갖고 있다. 스페인 어로 표범의 발톱(Claw Of The Panther)이라는 뜻이다.

## 개요
무단으로 프라시온들을 이끌고 현세로 가 쿠로사키 이치고 일행을 공격하였고 그 사건에 대한 문책으로 토센 카나메에게 왼팔을 잃어 에스파다에서 밀려났다. 그의 빈 자리는 루피 안테노르가 대신하였다. 웨코문드로 온 이노우에 오리히메가 그의 왼팔과 등의 지워진 숫자 6을 복구해 주자 즉시 루피를 죽이고 세스타 에스파다에 복귀하였다. 라스 노체스에서 이치고와 싸워 패하였으나 아직 웨코문드에서 살아있는 것이 확인된다. 우라하라 키스케가 멋진 계약을 하게 되었다고 한다.